# دی دی شارپ
دی دی شارپ (انگلیسی: Dee Dee Sharp؛ زادهٔ ۹ سپتامبر ۱۹۴۵) یک موسیقی‌دان اهل ایالات متحده آمریکا است.